# São João Batista (Santa Catarina)
São João Batista is een gemeente in de Braziliaanse deelstaat Santa Catarina. In 2010 telde de gemeente 26.260 inwoners.

## Aangrenzende gemeenten
De gemeente grenst aan Antônio Carlos, Biguaçu, Canelinha, Major Gercino en Nova Trento.